# Джон Кункель Смолл
Джон Кункель Смолл (англ. John Kunkel Small) — американський ботанік, особливо відомий вивченням флори Флориди.

## Біографія
- У 1898—1906 роках був першим куратором музеїв у Нью-Йоркському ботанічному саду.
- 1901 року він вперше прибув до Флориди й досліджував її флору й фауну протягом наступних 37 років, зробивши численні фотографії природних ландшафтів, рослин, семінолів та інших місцевих жителів. Багато перших описів нових видів та підвидів належить йому. Смолл здійснював поїздки як на машині, так і на човні, часто беручи з собою дружину Елізабет і двох хлопчиків та двох дівчаток.
- 1903 року була опублікована докторська дисертація Смолла «Flora of the Southeastern United States».
- У 1906—1934 роках був головним куратором.
- 1929 року вийшла друком книга «From Eden to Sahara: Florida's Tragedy», де він описав знищення природи у Флориді.
- З 1934 року до своєї смерті головним науковим співробітником і куратором.

## Вшанування
На його честь був названий рід рослин з родини айстрових Smallanthus Mack. і рід орхідей Smallia Nieuwl., який зараз є синонімом до Eulophia R.Br.